# Nuvuktiqpaaraaluk
Nuvuktiqpaaraaluk, tidigare benämnd Nuvursirpaaraaluk Island, är en ö i Kanada.   Den ligger i territoriet Nunavut, i den östra delen av landet, 2 000 km norr om huvudstaden Ottawa. Arean är 0,18 kvadratkilometer.
Terrängen på Nuvuktiqpaaraaluk är mycket platt. Öns högsta punkt är 22 meter över havet. Den sträcker sig 0,9 kilometer i nord-sydlig riktning, och 0,4 kilometer i öst-västlig riktning.